# Yadua Tabu
Yadua Tabu – wulkaniczna, bezludna wyspa położona na Oceanie Spokojnym, należąca do Fidżi. Zajmuje powierzchnię ok. 0,71 km², a jej najwyższy punkt znajduje się na wysokości ok. 100 m n.p.m. W 1979 roku rząd Fidżi ustanowił wyspę obszarem chronionym, ze względu na dużą populację legwana wityjskiego.
W 1999 roku wyspa została wpisana na listę informacyjną UNESCO.

## Klimat
Średnia temperatura wynosi 23 °C. Najcieplejszym miesiącem jest grudzień (24 °C), a najzimniejszym miesiącem jest czerwiec (20 °C). Średnie opady wynoszą 2160 milimetrów rocznie. Najbardziej wilgotnym miesiącem jest luty (424 milimetry opadów), a najbardziej suchym miesiącem jest sierpień (27 milimetrów opadów).